# HSF2
HSF2‏ (Heat shock transcription factor 2) هوَ بروتين يُشَفر بواسطة جين HSF2 في الإنسان.